# Нью-Лондон (Північна Кароліна)
Нью-Лондон (англ. New London) — місто (англ. town) в США, в окрузі Стенлі штату Північна Кароліна. Населення — 607 осіб (2020).

## Географія
Нью-Лондон розташований за координатами 35°26′5″ пн. ш. 80°13′11″ зх. д. / 35.43472° пн. ш. 80.21972° зх. д. (35.434732, -80.219800).  За даними Бюро перепису населення США в 2010 році місто мало площу 5,02 км², уся площа — суходіл.

## Демографія
Згідно з переписом 2010 року, у місті мешкало 600 осіб у 233 домогосподарствах у складі 169 родин. Густота населення становила 119 осіб/км².  Було 260 помешкань (52/км²).
Расовий склад населення:
| - 90,0 % — білих - 4,8 % — чорних або афроамериканців - 3,8 % — азіатів - 0,3 % — корінних американців |

До двох чи більше рас належало 0,2 %. Частка іспаномовних становила 0,8 % від усіх жителів.
За віковим діапазоном населення розподілялося таким чином: 24,5 % — особи молодші 18 років, 60,8 % — особи у віці 18—64 років, 14,7 % — особи у віці 65 років та старші. Медіана віку мешканця становила 40,2 року. На 100 осіб жіночої статі у місті припадало 91,1 чоловіків;  на 100 жінок у віці від 18 років та старших — 88,0 чоловіків також старших 18 років.
Середній дохід на одне домашнє господарство  становив 62 058 доларів США (медіана — 56 875), а середній дохід на одну сім'ю — 65 169 доларів (медіана — 62 250). За межею бідності перебувало 12,1 % осіб, у тому числі 18,5 % дітей у віці до 18 років та 4,1 % осіб у віці 65 років та старших.
Цивільне працевлаштоване населення становило 310 осіб. Основні галузі зайнятості: освіта, охорона здоров'я та соціальна допомога — 31,9 %, виробництво — 14,2 %, роздрібна торгівля — 11,9 %.